# Zavrh (Czarnogóra)
Zavrh (cyr. Заврх) – wieś w Czarnogórze, w gminie Nikšić. W 2011 roku liczyła 94 mieszkańców.